# 7528 Huskvarna
7528 Huskvarna (1993 FS39) là một tiểu hành tinh vành đai chính.